# Testamento de Junot
Testamento de Junot foi publicado em Lisboa  no ano de  1809 pela Impressão Régia com um total de 15 páginas. Na primeira página pode ler-se a seguinte frase: "Aberto em Lisboa, à beira da sepultura, em 15 de Setembro de 1808".